# Gnathostrangalia simianshana
Gnathostrangalia simianshana är en skalbaggsart som beskrevs av Fernando Chiang och Chen 1993. Gnathostrangalia simianshana ingår i släktet Gnathostrangalia och familjen långhorningar. Inga underarter finns listade i Catalogue of Life.